# Spisak aktivnih sondi Sunčevog sistema
Ovo je lista aktivnih svemirskih sondi koje su se udaljile iz Zemljine orbite. Uključuje lunarne svemirske sonde, ali ne uključuje svemirske sonde koje kruže oko Lagranžovih tačaka Sunce-Zemlja (za njih pogledajte Spisak objekata u Lagranžovim tačkama). Letilica se smatra „aktivnom“ ako je i dalje u stanju da prenosi upotrebljive podatke na Zemlju (bez obzira da li može da prima komande ili ne).
Letelice su dalje grupisane prema statusu misije – „na putu“, „misija u toku“ ili „misija završena“ – na osnovu njihove primarne misije. Na primer, iako je Voyager 1 još uvek u kontaktu i na putu je ka Oortovom oblaku i izašao je iz našeg solarnog sistema, tako da je on naveden kao „misija završena“ jer je njegov primarni zadatak bio proučavanja Jupitera i Saturna i to je uspešno ostvareno. Jednom kada sonda dostigne svoj prvi primarni cilj, više se ne navodi kao „na putu“ bez obzira da li je uključeno dalje putovanje ili ne.

## Misije u toku

### Mesec
- ARTEMIS P1/P2
  - Misija: proučavanje uticaja Sunčevog vetra na Mesec. Prvobitno lansirani kao Zemljini sateliti, kasnije su prenamenjeni i premešteni u lunarnu orbitu.
  - Lansiran: 17. februar 2007
  - Odredište: Mesec (u lunarnoj orbiti)
  - Dolazak: jul 2011
  - Institucija:  NASA
- Lunar Reconnaissance Orbiter
  - Misija: Orbiter koji se bavi mapiranjem Meseca sa namerom da identifikuje bezbedna mesta za sletanje, locira potencijalne resurse na Mesecu, karakteriše okruženje radijacije i demonstrira novu tehnologiju.
  - Lansiran: 18. juna 2009
  - Odredište: Mesec (u lunarnoj orbiti)
  - Dolazak: 23.06.2009
  - Institucija:  NASA
- Queqiao
  - Misija: Orbiter Halo koji služi kao komunikacioni satelit za Chang'e 4 lunarnu misiju na udaljenoj strani; sprovođenje zajedničkog kinesko-holandskog astronomskog eksperimenta niske frekvencije.
  - Lansiranje: 20. maja 2018. u 21:28 UT[1]
  - Odredište: u orbiti oko Zemlja-Mesec L2
  - Dolazak: 14.06.2018
  - Institucija:  CNSA
- Lander, Rover: Chang'e 4
  - Misija: Lender učestvuje u eksperimentu radio spektrometrije niske frekvencije, eksperimentu neutrona i dozimetrije i biološkom eksperimentu. Rover koji nastoji da okarakteriše lunarno okruženje sa udaljene strane (uključujući mogući materijal lunarnog omotača) koristeći vidljivi/bliski infracrveni spektrometar, radar koji prodire u zemlju, kamere i analizator neutralnih čestica.[2]
  - Lansiranje: 8. decembra 2018. u 18:23 UT
  - Odredište: Lunarna druga strana
  - Dolazak: 02:26 UT 3. januara 2019
  - Institucija:  CNSA
- Chandrayaan-2
  - Misija: bavi se lunarnom topografijom i mineralogijom, obiljem elemenata, lunarnom egzosferom i potpisima hidroksila i vode.
  - Lansiranje: 22. jula 2019
  - Destinacija: Mesec (u lunarnoj orbiti)
  - Dolazak: 07.09.2019
  - Institucija:  ISRO
- CAPSTONE
  - Misija: CubeSat u lunarnoj orbiti koji će testirati i verifikovati izračunatu orbitalnu stabilnost planiranu za svemirsku stanicu Gatevai.
  - Lansiran: 28. jun 2022
  - Odredište: Mesec (u skoro pravolinijskoj orbiti (NRHO))
  - Dolazak: 14 November 2022
  - Institucija:  NASA
- Danuri (Korea Pathfinder Lunar Orbiter)
  - Misija: Lunar Orbiter korejskog instituta za istraživanje svemira (KARI) iz Južne Koreje. Orbiter, njegov naučni teret i infrastruktura za kontrolu zemlje su demonstratori tehnologije. Orbiter će takođe imati zadatak da istraži lunarne resurse kao što su mesečevu vodu i led, uranijum, helijum-3, silicijum, aluminijum i da napravi topografsku mapu koja će pomoći u odabiru budućih lokacija za sletanje na Mesec.
  - Lansiran: 4. avgusta 2022
  - Destinacija: Mesec (u lunarnoj orbiti)
  - Dolazak: 16. decembar 2022. (na putu)
  - Institucija: saradnja između KARI i  NASA
- Lunar Polar Hydrogen Mapper
  - Misija: Lunar Orbiter da traži dokaze lunarnog leda unutar kratera koristeći svoj neutronski detektor.
  - Lansiran: 16. novembar 2022
  - Odredište: Mesec (u lunarnoj orbiti)
  - Dolazak: novembar 2022 (na putu)
  - Institucija:  NASA
- Lunar IceCube
  - Misija: Lunar Orbiter koji će koristiti svoj infracrveni spektrometar za otkrivanje vode i organskih jedinjenja na površini Meseca i egzosferi.
  - Lansiran: 16. novembar 2022
  - Odredište: Mesec (u lunarnoj orbiti)
  - Dolazak: novembar 2022 (na putu)
  - Institucija:  NASA
- EQUULEUS
  - Misija: Halo orbiter za snimanje Zemljine plazmasfere, udarnih kratera na suprotnoj strani Meseca i L2 eksperimenata.
  - Lansiran: 16. novembar 2022
  - Odredište: u orbiti oko Zemlje-Mesec L2
  - Dolazak: novembar 2022 (na putu)
  - Institucija:  JAXA
- Lunar Flashlight
  - Misija: CubeSat u lunarnoj orbiti koji će istraživati, locirati i proceniti veličinu i sastav naslaga leda na Mesecu za buduću eksploataciju od strane robota ili ljudi.
  - Lansiran: 11. decembar 2022
  - Odredište: Mesec
  - Dolazak: novembar 2022 (na putu)
  - Institucija:  NASA

### Merkur
- BepiColombo
  - Misija: Svemirska letelica se sastoji od modula za prenos Merkura (MTM), Merkurovog planetarnog orbitera (MPO) i Merkurovog magnetosferskog orbitera (MMO ili Mio). MTM i MPO proizvodi ESA, dok MMO uglavnom proizvodi JAKSA. Kada MTM isporuči MPO i MMO u orbitu Merkura, dva orbitera će imati sledeće ciljeve: proučavanje Merkurovog oblika, unutrašnje strukture, geologije, sastava i kratera; da proučava poreklo, strukturu i dinamiku njegovog magnetnog polja; da okarakteriše sastav i dinamiku Merkurove  atmosfere; testirati Ajnštajnovu teoriju opšte relativnosti; da traži asteroide na suncu od Zemlje; i uopšteno proučavanje porekla i evolucije planete blizu matične zvezde.[3]
  - Lansiran: 01:45:28 UT 19. oktobra 2018
  - Odredište: Merkur
  - Dolazak: Na putu (predviđeno da uđe u polarnu orbitu Merkura 5. decembra 2025.)
  - Institucija:  ESA  JAXA

### Venera
- Akatsuki
  - Misija: Prva japanska venerina sonda. Takođe poznat kao Planet-C i Venus Climate Orbiter, Akatsuki nije uspeo da uđe u orbitu Venere u decembru 2010. Nastavio je da funkcioniše i ušao je u orbitu Venere 2015.[4][5]
  - Lansiran: 20. maj 2010
  - Odredište: Venera
  - Dolazak: 7. decembar 2015
  - Institucija:  JAXA
  - Podsonde: IKAROS i Shin'en

### Mars
- 2001 Mars Odyssey
  - Misija: Mars Odissei je dizajniran za mapiranje površine Marsa i takođe deluje kao relej za rover Curiositi. [6] Njegovo ime je omaž romanu i filmu 2001: Odiseja u svemiru.
  - Lansiran: 7. aprila 2001
  - Odredište: Mars
  - Dolazak: 24. oktobar 2001
  - Institucija:  NASA
- Mars Express
  - Misija: orbiter Marsa dizajniran za proučavanje atmosfere i geologije planete, traženje podzemnih voda i raspoređivanje lendera Beagle 2.[7] 2017. misija je produžena najmanje do kraja 2020.[8]
  - Lansiran: 2. juna 2003
  - Odredište: Mars
  - Dolazak: 25. decembar 2003
  - Institucija:  ESA
  - Lender: Beagle 2 (misija nije uspela; kontakt izgubljen pri razdvajanju, ali pronađen 2015. na površini)
- Mars Reconnaissance Orbiter
  - Misija: drugi NASA satelit koji kruži oko Marsa. Posebno je dizajniran da analizira reljef, stratigrafiju, minerale i led crvene planete.
  - Lansiran: 12. avgusta 2005
  - Odredište: Mars
  - Dolazak: 10. mart 2006
  - Institucija:  NASA
- Lander: Curiosity rover
  - Misija: traženje dokaza o organskom materijalu na Marsu, praćenje nivoa metana u atmosferi i angažovanje u istraživanju mesta sletanja u krateru Gejl.
  - Lansiran: 26. novembar 2011
  - Odredište: Mars
  - Dolazak: 6. avgusta 2012
  - Institucija:   NASA
- MAVEN — Atmosfera Marsa i nestabilna evolucija.
  - Misija: proučavanje gornje atmosfere Marsa i njen postepeni gubitak u svemiru
  - Lansiran: 18. novembar 2013
  - Odredište: Mars
  - Dolazak: septembar 2014
  - Institucija:  NASA
- Trace Gas Orbiter (ExoMars 2016)
  - Misija: proučavanje metana i drugih gasova u tragovima u atmosferi Marsa
  - Lansiran: 14. mart 2016
  - Odredište: Mars
  - Stigao: 19. oktobar 2016. (ubacivanje u orbitu Marsa), 21. aprila 2018. (konačna orbita)
  - Institucija:  ESA
  - Lander: Schiaparelli (srušio se pri pokušaju sletanja)
- Emirates Mars Mission
  - Misija: proučavanje vremena i atmosfere.
  - Lansiran: 19. jul 2020
  - Odredište: Mars
  - Dolazak: 9. februar 2021
  - Institucija:  UAESA
- Tianwen-1 orbiter
  - Misija: pronađite dokaze za sadašnji i prošli život i napravite mape površine Marsa. Orbitalne studije morfologije površine Marsa, tla i atmosfere.
  - Lansiran: 23. jul 2020
  - Odredište: Mars
  - Dolazak: 10. februar 2021
  - Institucija:  CNSA
- Zhurong rover
  - Misija: pronađite dokaze za sadašnji i prošli život i in-situ studije morfologije površine Marsa, tla i atmosfere.
  - Lansiran: 23. jul 2020
  - Odredište: Mars
  - Dolazak: 10. februar 2021
  - Sletanje: 14. maj 2021
  - Datum postavljanja: 22. maj 2021
  - Institucija:  CNSA
- Lander: Perseverance rover
  - Misija: potraga za dokazima o organskom materijalu na Marsu i angažovanje u istraživanju mesta sletanja u krateru Jezero.
  - Lansiran: 30. jul 2020
  - Odredište: krater Jezero , Mars
  - Dolazak: 18. februar 2021
  - Institucija:  NASA
- Rotorcraft: Ingenuity  helicopter
  - Misija: eksperimentalni izviđač za rover Perseverance. Završen prvi let na Marsu
  - Lansiran: 30. jul 2020
  - Odredište: krater Jezero , Mars
  - Dolazak: 18. februar 2021
  - Datum postavljanja: 4. april 2021
  - Institucija:  NASA

### Asteroidi i komete
- Hayabusa2
  - Misija: proučavanje asteroida i vraćanje uzorka
  - Lansirano: 3. decembra 2014
  - Prvo odredište: 162173 Ryugu
  - Dolazak: 27.06.2018
  - Napustio Riugu: 12. novembar 2019
  - Drugo odredište: 1998 KY26
  - Institucija:  JAXA
  - Lender sonda: MASCOT i MINERVA-II
- OSIRIS-REx
  - Misija: proučavanje asteroida i vraćanje uzorka
  - Lansiranje: 8. septembra 2016
  - Odredište: 101955 Bennu
  - Dolazak: 3. decembar 2018
  - Napustio Bennu: 10. maj 2021
  - Odredište: 99942 Apophis
  - Dolazak: april 2029
  - Institucija:  NASA[9]
- Lucy
  - Misija: proleteti pored 8 Jupiterovih trojana i jednog asteroida glavnog pojasa
  - Lansiran: 15. oktobar 2021
  - Odredište: 52246 Donaldjohanson
  - Dolazak: 20. april 2025
  - Institucija:  NASA
- LICIACube
  - Misija: proletjeti pored binarnog sistema asteroida 65803 Didymos i Dimorphos
  - Lansiran: 24. novembar 2021
  - Odredište:65803 Didymos i Dimorphos (prelet)
  - Dolazak: 26.09.2022
  - Institucija:  ASI

### Heliocentrična orbita
- Parker Solar Probe
  - Misija: posmatranje solarnog vetra, magnetnih polja i toka koronalne energije.
  - Lansiranje: 12. avgusta 2018
  - Odredište: niska solarna orbita, perihel 6,9 miliona km
  - Dolazak: 19. januar 2019.[10][11][12][13]
  - Institucija:  NASA
- Solar Orbiter
  - Misija: detaljna merenja unutrašnje heliosfere i sunčevog vetra u nastajanju, i bliska posmatranja polarnih regiona Sunca.
  - Lansiran: 10. februar 2020
  - Odredište: Sunčeva orbita visokog nagiba
  - Dolazak: Operativna orbita 2023
  - Institucija:  ESA
- CubeSat for Solar Particles
  - Misija: proučavanje čestica i magnetnih polja.
  - Odredište: Solarna orbita
  - Lansiran i stigao: 16. novembar 2022
  - Institucija:  NASA

### Spoljni solarni sistem
- Juno
  - Misija: proučavanje Jupitera iz polarne orbite. Nameravano da izađe iz orbite u atmosferu Jovijana posle 2021.
  - Lansiran: 5. avgusta 2011
  - Odredište: Jupiter
  - Dolazak: 4. jul 2016
  - Institucija:  NASA
- New Horizons
  - Misija: prva svemirska letelica koja je izbliza proučavala Pluton, a na kraju i Kajperov pojas. Bila je to najbrža svemirska letelica pri napuštanju Zemlje i biće peta sonda koja je napustila Sunčev sistem.
  - Lansiran: 19. januara 2006
  - Odredište: Pluton i Haron
  - Dolazak: 14. jul 2015
  - Napustio Haron: 14. jula 2015
  - Odredište: 486958 Arrokoth
  - Dolazak: 01.01.2019
  - Institucija:  NASA
- Voyager 1
  - Misija: istraživanje Jupitera i Saturna, i meseca ovih planeta. Njegov kontinuirani prenos podataka ponudio je prva direktna merenja helioplastike i heliopauze. To je trenutno najudaljeniji objekat od Zemlje koji je čovek napravio, kao i prvi objekat koji je napustio heliosferu i prešao u međuzvezdani prostor. Od novembra 2017. udaljenost od Sunca je oko 140 astronomskih jedinica (AJ)[14] (21 milijardu kilometara, ili 0,002 svetlosne godine), i neće ga prestići nijedna druga sadašnja letelica. U avgustu 2012, Voyager je postao prva svemirska letelica koju je napravio čovek koja je ušla u međuzvezdani prostor. Iako je u opadanju, ugrađeni izvor napajanja bi trebalo da zadrži neke od instrumenata sonde u radu do 2025.[15]
  - Lansiran: 5. septembar 1977
  - Odredište: Jupiter i Saturn
  - Dolazak: januar 1979
  - Institucija:  NASA
  - Završetak primarne misije: novembar 1980
  - Trenutna putanja: ušao u međuzvezdani prostor avgusta 2012
- Voyager 2
  - Misija: proučavanje sva četiri gasna giganta. Ova misija je bila jedna od NASA-inih najuspešnijih, donela je mnoštvo novih informacija. Od novembra 2017. udaljena je oko 116 AJ od Sunca (17,34 milijarde kilometara),[14] i nadamo se da će sonda nastaviti da radi najmanje do 2020. Napustila je heliosferu i prešla u međuzvezdani prostor u decembru 2018. Kao i kod Voyagera 1, naučnici sada koriste Voyager 2 da bi saznali kakav je Sunčev sistem izvan heliosfere.
  - Lansiran: 20. avgust 1977
  - Odredište: Jupiter, Saturn, Uranus, Neptune
  - Dolazak: 9. jul 1979
  - Institucija:  NASA
  - Završetak primarne misije: avgust 1989
  - Trenutna putanja: ušao u međuzvezdani prostor decembra 2018

## Penzionisane značajne misije
- Pioneer 6
  - Misija: merenja sunčevog vetra, solarnog magnetnog polja i kosmičkih zraka. Najstarija funkcionalna sonda (ako još uvek radi). Kontakt je poslednji put pokušan 8. decembra 2000. kako bi se proslavila njegova 35. godišnjica, i pokušaj je bio uspešan.[16]
  - Lansiran: 17. avgusta 1966
  - Odredište: Heliocentrična orbita
  - Institucija:  NASA
  - Završetak misije: ?
  - Trenutna putanja: Heliocentrična orbita
- Pioneer 7
  - Misija: merenja sunčevog vetra, solarnog magnetnog polja i kosmičkih zraka. Poslednji put kontaktiran 31. marta 1995.; od tada nije učinjen nijedan pokušaj, a ova sonda može, ali ne mora biti operativna.
  - Launched: 17 August 1966
  - Odredište: Heliocentrična orbita
  - Institucija:  NASA
  - Završetak misije: ?
  - Trenutna putanja: Heliocentrična orbita
- Pioneer 8
  - Misija: merenja sunčevog vetra, solarnog magnetnog polja i kosmičkih zraka. Poslednji put kontaktiran 22. avgusta 1996; od tada nije učinjen nijedan pokušaj, a ova sonda može, ali ne mora biti operativna.
  - Lansiran: 8. novembar 1967
  - Odredište: Heliocentrična orbita
  - Institucija:  NASA
  - Završetak misije: ?
  - Trenutna putanja: Heliocentrična orbita
- ICE
  - Misija: proučavanje interakcije između Sunčevog vetra i (1) Zemljine magnetosfere, (2) repa komete Đakobini-Ciner, (3) repa Halejeve komete. Kontakt sa sondom je izgubljen 16. septembra 2014. Nije poznato da li se kontakt može ponovo uspostaviti jer je tačna orbita sonde neizvesna.
  - Lansiran: 12. avgusta 1978
  - Odredište: orbitaira oko Lagranževe tačke
  - Institucija:  NASA
  - Završetak misije: 1997
  - Trenutna putanja: Heliocentrična orbita
- Giotto
  - Misija: prelet i posmatranje Halejeve komete i komete Grigg-Skjellerup radi snimanja naučnih podataka i slika jezgra. Višebojna kamera je uništena u susretu sa Halejem, ali je sonda ostala funkcionalna za drugi susret.
  - Lansiran: 2. jula 1985
  - Odredište: Comet Halley
  - Dolazak: 14. mart 1986
  - Institucija:  ESA
  - Završetak misije: 14. mart 1986. (Halej), 10. jul 1992. (Grigg-Skjellerup)
  - Trenutna putanja: Heliocentrična orbita
- Genesis
  - Misija: povratak uzorka solarnog vetra
  - Lansiran: 8. avgusta 2001
  - Odredište: orbitira oko Sunce-Zemlja Lagranževe tačke
  - Dolazak: 16. novembar 2001
  - Institucija:  NASA
  - Završetak misije: uzorak kapsule vraćen na Zemlju 8. septembra 2004; padobrani nisu uspeli da se otvore, neki uzorci su kontaminirani
  - Trenutna putanja (autobus svemirske letelice): heliocentrična orbita u blizini Sunce-Zemlja L2

- Cassini–Huygens
  - Misija: orbiter Kasini koji proučava Saturn i njegove mesece nakon prolaska Venere i Jupitera; Hajgensova sonda za sletanje koja istražuje Titan. Kasini je prvenstveno istraživao Saturnove prstenove, njegovu мagnetosferu i geološki sastav njegovih satelita.
  - Lansiran: 15. oktobar 1997
  - Odredište: Saturn
  - Dolazak: 1. jul 2004. (Saturn), 14. januar 2005. (Titan)
  - Srušen: 15. septembra 2017
  - Institucija: saradnja  NASA,  ESA и  ASI
- Lander: InSight
  - Misija: proučavati duboku unutrašnjost Marsa, sa seizmometrom i sondom za protok toplote.
  - Lansirano: 5. maja 2018
  - Odredište: Elizijumska ravnica, Mars
  - Dolazak: 29.11.2018

- - Završetak misije: 15. decembar 2022.[17][18]
  - Institucija:  NASA